# Cashton
Cashton è un comune degli Stati Uniti, situato in Wisconsin, nella Contea di Monroe.